# Rancho de Arriba
Rancho de Arriba är en ort i Mexiko.   Den ligger i kommunen Jalpa och delstaten Zacatecas, i den centrala delen av landet, 500 km nordväst om huvudstaden Mexico City. Rancho de Arriba ligger 1 578 meter över havet och antalet invånare är 237.
Terrängen runt Rancho de Arriba är varierad. Runt Rancho de Arriba är det ganska glesbefolkat, med 26 invånare per kvadratkilometer. Närmaste större samhälle är Jalpa, 9,6 km sydost om Rancho de Arriba. Omgivningarna runt Rancho de Arriba är en mosaik av jordbruksmark och naturlig växtlighet.